# Jean Acedo
Jean Acedo (Marcigny, 4 febbraio 1964) è un allenatore di calcio ed ex calciatore francese, di ruolo difensore.